# Vojtěch Nejedlý
Vojtěch Nejedlý (17. dubna 1772 Žebrák – 7. prosince 1844 Žebrák) byl kněz a vlastenecký básník.

## Život
Vystudoval piaristické gymnázium. Po ukončení teologických studií působil na farách v Praze, Pečici, Velizi, Mirošově, až se stal roku 1826 děkanem v rodném Žebráku. Jak na faře ve Velizi, tak později v Žebráku se u něj scházela místní společnost národních buditelů – literátů a členové Puchmajerovy básnické skupiny. Do řady vycházejících almanachů a časopisů posílal své příspěvky, hlavně básně. Některé z nich zlidověly, např. Ukolébavku zhudebnil Jakub Jan Ryba. Překládal klasiky z italštiny a vydával díla jiných básníků svým nákladem. Byl starším bratrem spisovatele a úspěšného advokáta Jana Nejedlého.
Památky na oba bratry uchovává muzeum v Žebráku. Pochován je v Žebráku a na domě bratrů Nejedlých je umístěna pamětní deska.

## Literární dílo
- Básně (1833), knižně vydané dva svazky básní
- Poslední soud (1804), lyrická rozsáhlá báseň
- Přemysl Otakar v Prusích (1833), historický epos
- Karel Čtvrtý (1835), historický epos
- Wratislaw (1836), historický epos o Češích v křižácké válce
- Václav (1837)
- Ladislav a dítky jeho (1807)